# C'est qui cette fille ?
Pour plus de détails, voir Fiche technique et Distribution.
C'est qui cette fille ? est une comédie romantique franco-américaine réalisée par Nathan Silver, sortie en 2017.

## Fiche technique
- Titre : C'est qui cette fille ?
- Titre original : Thirst Street
- Réalisation : Nathan Silver
- Scénario : Nathan Silver et C. Mason Wells (en)
- Photographie : Sean Price Williams
- Montage : Hugo Lemant et John Magary
- Costumes : Camille Nogues
- Décors : Anna Brun
- Musique : Paul Grimstad
- Producteur : Chris Wells, Ruben Amar, Louise Bellicaud, Joshua Blum, Claire Charles-Gervais, Matthew Edward Ellison, Jordan Goldnadel, Elsa Leeb, Josh Mandel, David Solal, Katie Stern et C. Mason Wells
  - Producteur délégué : Andrew Morrison et Armin Tehrany
- Production : PaperMoon Films, In vivo Films, The Third Generation et Washington Square Films
- Distribution : Stray Dogs Distribution
- Pays de production :  France et  États-Unis
- Genre : comédie romantique, comédie noire
- Durée : 83 minutes
- Dates de sortie :
  - États-Unis : 
    - 21 avril 2017 (Tribeca)
    - 20 septembre 2017 (en salles)

  - France : 
    - 14 juin 2018 (Champs-Élysées)
    - 25 juillet 2018 (en salles)

## Distribution
- Lindsay Burdge : Gina
- Damien Bonnard : Jérôme
- Esther Garrel : Clémence
- Lola Bessis : Charlie
- Alice de Lencquesaing : Sophie
- Jacques Nolot : Franz
- Françoise Lebrun : la propriétaire
- Christophe Dimitri Réveille : le meilleur ami de Jérôme
- Isabelle Ungaro : le docteur
- Anjelica Huston : la narratrice
- Béatrice Michel : la conductrice de la navette
- Christophe Favre : le vendeur du magasin mariage